# John Cullen Award
Der John Cullen Award war eine Eishockeytrophäe der International Hockey League. Die Trophäe wurde ab der Saison 1996/97 bis zur Auflösung der Liga 2001 jährlich an denjenigen Spieler vergeben, der sich nach einer langwierigen Verletzung oder Krankheit ins Team zurückkämpfte und mit seinen Leistungen zum Erfolg der Mannschaft beitrug. Die Auszeichnung wurde nach John Cullen benannt, der eine Erkrankung an Non-Hodgkin-Lymphom überwand und danach in die National Hockey League zurückkehrte. Bis 1999 wurde die Trophäe als Comeback Player of the Year Award vergeben.

## Gewinner der Auszeichnung
| Jahr    | Gewinner         | Team                |
| ------- | ---------------- | ------------------- |
| 2000/01 | Rusty Fitzgerald | Manitoba Moose      |
| 1999/00 | Steve Larouche   | Chicago Wolves      |
| 1998/99 | Jeff Christian   | Houston Aeros       |
| 1997/98 | Mike Tomlak      | Milwaukee Admirals  |
| 1996/97 | Kevin Smyth      | Orlando Solar Bears |